# Concile de Paris (1528)
Pour les articles homonymes, voir Concile de Paris.
Le concile de Paris ou de Sens est un concile provincial condamnant les idées de Martin Luther. Il s’est tenu du 3 février au 9 octobre 1528.

## Histoire
Cité comme « concile de Sens », ou comme « concile de Paris », double appellation justifiée puisque l’assemblée est convoquée à Paris, mais qu’elle réunit les évêques de la province ecclésiastique de Sens, il s’agit de la première assemblée conciliaire de Paris.
Son Président est le cardinal Antoine du Prat, archevêque de Sens. Il s’agit d’un concile provincial alors que Paris est un diocèse suffragant de l'archevêché de Sens. Une importante législation y est promulguée.